# Mariusz Stępiński
Mariusz Stępiński (Sieradz, 12 de mayo de 1995) es un futbolista polaco que juega en la demarcación de delantero para el A. C. Omonia Nicosia de la Primera División de Chipre.

## Selección nacional
Tras jugar en las categorías inferiores, finalmente el 2 de febrero de 2013 debutó con la selección de fútbol de Polonia en un partido amistoso celebrado en el Estadio Ciudad de Málaga contra Rumania que finalizó con un resultado de 4-1 a favor del combinado polaco tras los goles de Szymon Pawłowski, un doblete de Łukasz Teodorczyk y Daniel Łukasik para Polonia, y de Gheorghe Grozav para Rumania. Además fue convocado para jugar la Eurocopa 2016.

## Clubes
| Club                    | País     | Año       | Partidos | Goles |
| ----------------------- | -------- | --------- | -------- | ----- |
| Widzew Łódź             | Polonia  | 2011-2013 | 34       | 5     |
| F. C. Núremberg II      | Alemania | 2013-2014 | 23       | 6     |
| Wisła Cracovia (cedido) | Polonia  | 2014-2015 | 26       | 2     |
| Ruch Chorzów            | Polonia  | 2015-2016 | 42       | 18    |
| F. C. Nantes            | Francia  | 2016-2017 | 26       | 7     |
| A. C. ChievoVerona      | Italia   | 2017-2019 | 63       | 12    |
| Hellas Verona           | Italia   | 2019-2020 | 21       | 3     |
| U. S. Lecce (cedido)    | Italia   | 2020-2021 | 33       | 10    |
| Aris de Limassol        | Chipre   | 2021-2024 | 85       | 20    |
| A. C. Omonia Nicosia    | Chipre   | 2024-     | 57       | 23    |

## Palmarés

### Títulos nacionales
| Título                     | Club             | País   | Año  |
| -------------------------- | ---------------- | ------ | ---- |
| Primera División de Chipre | Aris de Limassol | Chipre | 2023 |
| Supercopa de Chipre        | Aris de Limassol | Chipre | 2023 |